# Yamatocetus
Yamatocetus canaliculatus
Genre
Espèce
Yamatocetus est un genre éteint de baleines appartenant à la super-famille des Mysticeti découvert au Japon puis en Nouvelle-Zélande où il a vécu durant l'Oligocène supérieur (Chattien), soit il y a environ entre 28,1 à 23,03 millions d'années.
Une seule espèce est rattachée au genre, Yamatocetus canaliculatus, qui a été décrite à partir de l'holotype découvert dans la ville de Kitakyushu au Japon en 2012.

## Classification
Yamatocetus a été considéré lors de sa création en 2012 comme un mysticète incertae sedis, non attribuable à une famille.
En 2016, R. W. Boessenecker et R. E. Fordyce le placent dans la famille des Eomysticetidae.